# Tidigmoderna Frankrike
Denna artikel handlar om Frankrikes historia från hundraårskrigets slut till franska revolutionen.

## Renässansen

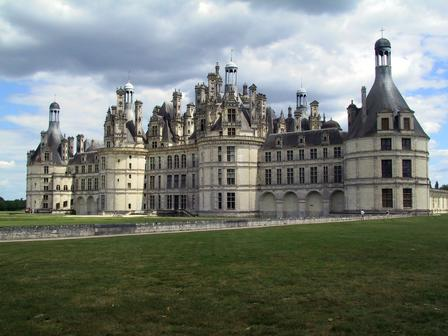
Slottet i Chambord, 1519‑1539

Då Frans I intog tronen var hans huvudsakliga motståndare i Europa Karl V vars besittningar hotade Frankrike. Rivaliteten mellan de två härskarna och deras tronarvingar, som skulle komma att uppta större delen av 1400-talet, ledde bland annat till oheliga allianser som den mellan katoliken Frans I och den osmanske sultanen Süleyman I eller allianserna med protestantiska tyska prinsar för att gå bakom ryggen på den inte mindre katolske Karl V. Båda lägren sökte också liera sig med Henrik VIII av England som brutit med påven för att kunna gifta om sig.
Den moderna perioden börjar med renässansen - den filosofiska och konstnärliga rörelse som, med hjälp av boktryckarkonsten, fick mycket stor spridning. Effekten blev att humanismens bild av människan i centrum av skapelsen blev dominerande och att kyrkans inflytande minskade. Politisk tog detta sig i uttryck som den protestantiska reformationen och därpå följande katolska motreformationen. Relationerna mellan de europeiska stater började också struktureras: Medeltidens slut innebar att ambassader permanent upprättades på många håll.
Renässansens kulturella uttryck nådde Frankrike via Italien som en bieffekt av de italienska krigen som inleddes av Karl VIII och som fortsattes av hans efterträdare Ludvig XII och framför allt Frans I som bland annat hade med sig Leonardo da Vinci hem från Italien. Det är också under denna period som slotten i Loiredalen uppförs av vilka slottet Chambord är det mest kända. Dessutom sker många tekniska framsteg som gav produktionen ett rejält uppsving, vilket resulterade i den europeiska civilisationens expansion. Upptäckten av Amerika 1492 och reformsträvandena som kom med Martin Luther och Jean Calvin gjorde att det medeltida samhället rämnade.

## Religionskrigen
Huvudartikel: Hugenottkrigen

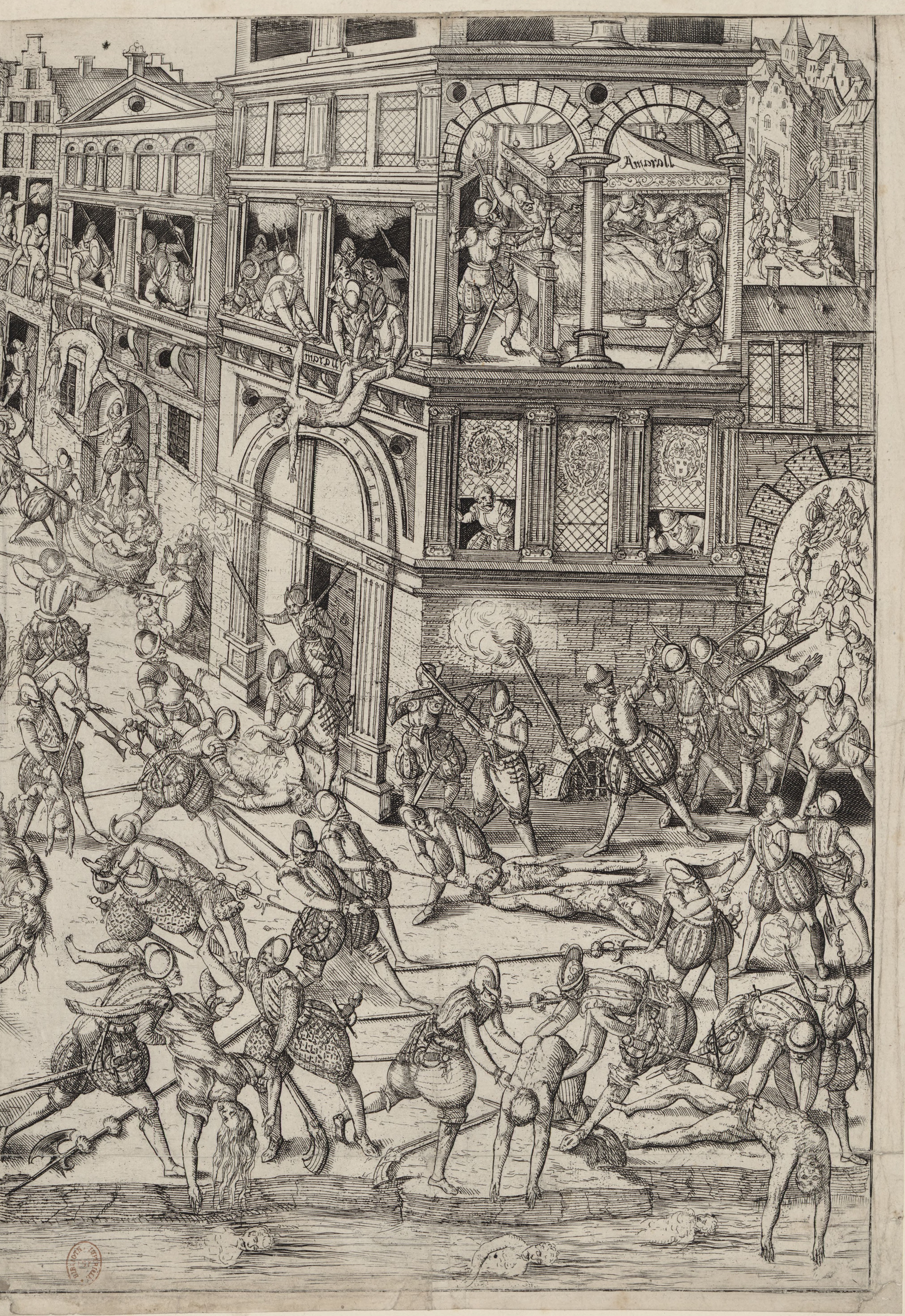
Scen från Bartolomeinatten, efter samtida gravyr.

Krigen i Italien hade knappt tagit slut innan inhemska konflikter med dramatiska konsekvenser utbröt. Trots en överenskommelse mellan Frankrike och påvedömet 1516 som gav den franska kronan dittills oöverträffad makt i icke-kyrkliga frågor, drabbades Frankrike hårt av den våldsamma konflikten mellan den protestantiska reformationens försök att bryta den katolska hegemonin i Europa och den därpå följande motreformationen allt hårdare motstånd. 
Den växande protestantiska minoriteten i de franska städerna, senare döpt till hugenotter, drabbades av hårt förtryck under Henrik II:s och hans söner Frans II, Karl IX och Henrik III:s styre. En katolsk motreaktion ledd av hertigarna av Guise ledde till hugenottkrigen, den serie av åtta religiösa krig mellan 1562 och 1598 som kulminerade i den så kallade Bartolomeinatten 24 augusti 1572 då tusentals hugenotter massakrerades. Engelska, tyska och spanska styrkor deltog på båda sidor i konflikten.
Konflikten slutade med morden på Henrik av Guise 1588 och Henrik III 1589 samt med den protestantiske Henrik av Navarra:s trontillträde som Henrik IV, han blev den förste kungen av grenen Bourbon. Han konverterade till katolicismen 1593 (med de berömda orden: "Paris är väl värt en mässa."), blev accepterad av större delen av det katolska etablissemanget 1594 (om än inte av den ultra-katolska heliga ligan) och påven 1595 och utfärdade en förordning 2078, ediktet i Nantes, som garanterade religionsfrihet och medborgerliga rättigheter. Hans främste minister, finansministern Maximilien de Béthune, hertig av Sully, lyckades minska statsskulden samtidigt som han sänkte skatten och avskaffade många tullar inom landet; han stimulerade också ekonomin genom att initiera väg- och kanalbyggen.

## Den absoluta monarkin
Henrik IV mördades 1610 men den fred han skapade blev grunden för den tilltagande europeiska hegemoni som Frankrike fick under Ludvig XIII och dennes minister kardinal Richelieu som utformade den franska utrikespolitiska linjen under trettioåriga kriget 1618–1648 och som främst var riktad mot Spanien och den tyske kejsaren.
Efter att ha slagit tillbaka en hugenottrevolt understödd av England 1625–1628, intervenerade Frankrike 1635 direkt i den stora europeiska konflikten då det protestantiska Sverige misslyckats med att utnyttja sina initiala framgångar i kriget. Både kungen och kardinalen avled men den westfaliska freden bekräftade den politiska och religiösa fragmenteringen av det tyska kejsardömet. Efter att ha krossat den kortlivade Katalanska republiken 1642 formaliserade fördraget i Pyrenéerna 1659 det franska övertagandet av det tidigare spanska området Roussillon.
Under Ludvig XIV:s regeringstid 1643–1715 var Frankrike den dominerande makten i Europa, en position som understöddes av Richelieus efterträdare kardinal Mazarins diplomati 1642–1661 och Colberts ekonomiska politik 1661–1683. Nya krig, 1667–1668 och 1672–1678 ledde till ytterligare territoriella förvärv (Artois och västra Flandern samt grevskapet Burgund som förlorats till det tyska kejsardömet 1482), men denna expansion skedde till priset av ett allt mer samlat motstånd från övriga makter i Europa. År 1688 övertog Vilhelm av Oranien de engelska, irländska och skotska kungatronerna, och 1689 inledde en antifransk koalition det sekel med konstanta strider i vilka Storbritannien, som till varje pris ville hålla Frankrike borta från Spanska Nederländerna (dagens Nederländerna och Belgien), skulle komma att spela en allt större roll.
Det långa och kostsamma kriget 1689–1697 gav bara Frankrike Haiti (som gick förlorat i ett slavuppror ett sekel senare) och i spanska tronföljdskriget 1701–1713 krossades Ludvig XIV:s drömmar om ett franskt-spanskt imperium i händer på huset Bourbon. Dessa konflikter dränerade den franska kraften, då redan hårt ansatt av de katastrofala skördeåren 1690 och 1709 och det bristande stöd från hugenotter som upphävandet av ediktet i Nantes orsakat.
Ludvig XV:s regeringstid 1715–1774 innebar inledningsvis fred och en blomstringstid under Filip II:s, hertig av Orléans, regering 1715–1723 (La Régence). Filip II:s politiska linje övertogs av kardinal Fleury, som i praktiken fungerade som premiärminister 1726–1743, och krigen 1733–1735 och 1740–1748 mot kejsardömet i öst fördes i huvudsak utanför landets gränser. Alliansen med Habsburg 1756 ("den diplomatiska revolutionen") mot de allt mäktigare Storbritannien och Preussen ledde dock till mycket kostsamma förluster i sjuårskriget 1756–1763.
Precis innan den franska revolutionen 1789 var Frankrike ännu ett bondesamhälle som styrdes av en enväldig monark och en aristokrati som var mycket bakåtsträvande, ett samhälle som brukar kallas l'ancien régime. Tortyr ansågs fortfarande vara ett fullt legitimt medel för att frammana erkännanden, och religionsfrihet saknades, även om protestantismen tolererades, men upplysningstidens idéer hade redan börjat tränga in i de bildade samhällsklasserna.